# Grewia velutina
Grewia velutina là một loài thực vật có hoa trong họ Cẩm quỳ. Loài này được (Forssk.) Lam. mô tả khoa học đầu tiên năm 1789.